# Varnja
Varnja är en ort i Estland. Den ligger i Peipsiääre kommun och landskapet Tartumaa, i den sydöstra delen av landet, 180 km sydost om huvudstaden Tallinn. Varnja ligger 34 meter över havet och antalet invånare är 260. Den ligger vid sjön Peipus.
Terrängen runt Varnja är mycket platt. Trakten runt Varnja är nära nog obefolkad, med mindre än två invånare per kvadratkilometer. Närmaste större samhälle är Kallaste, 19,8 km norr om Varnja. Omgivningarna runt Varnja är en mosaik av jordbruksmark och naturlig växtlighet.